# Tribalus freyi
Tribalus freyi är en skalbaggsart som beskrevs av G. Müller 1937. Tribalus freyi ingår i släktet Tribalus och familjen stumpbaggar. Inga underarter finns listade i Catalogue of Life.